# 脐尿管
脐尿管是胚胎时期连接胎儿膀胱和肚脐的一条管道。
大约在胚胎四到五个月时，脐尿管会自行闭锁，成为脐正中韧带。如果脐尿管没有完全闭合好，可能会导致通过肚脐渗尿，通常需要通过外科手术矫正。

## 附图

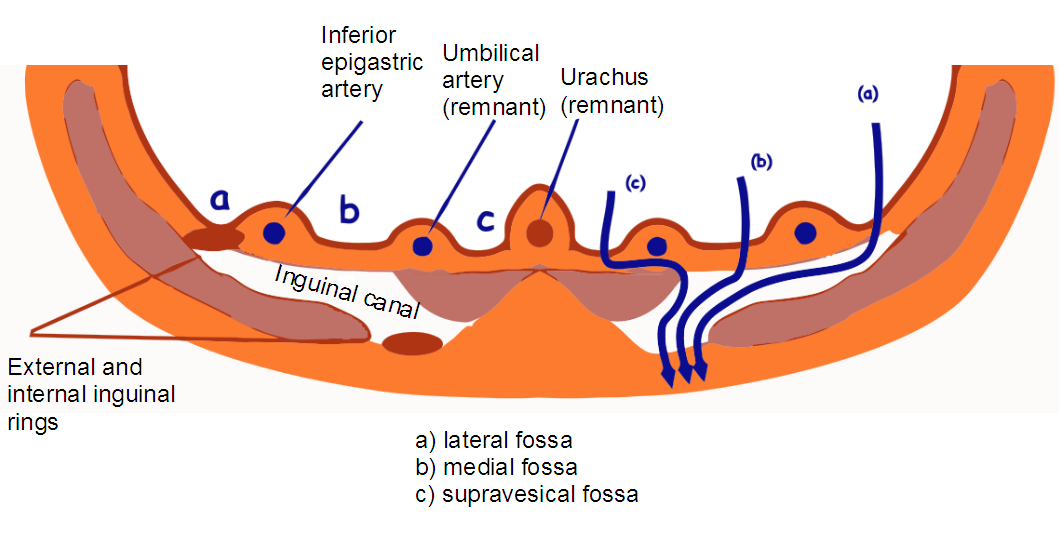
腹股沟窝
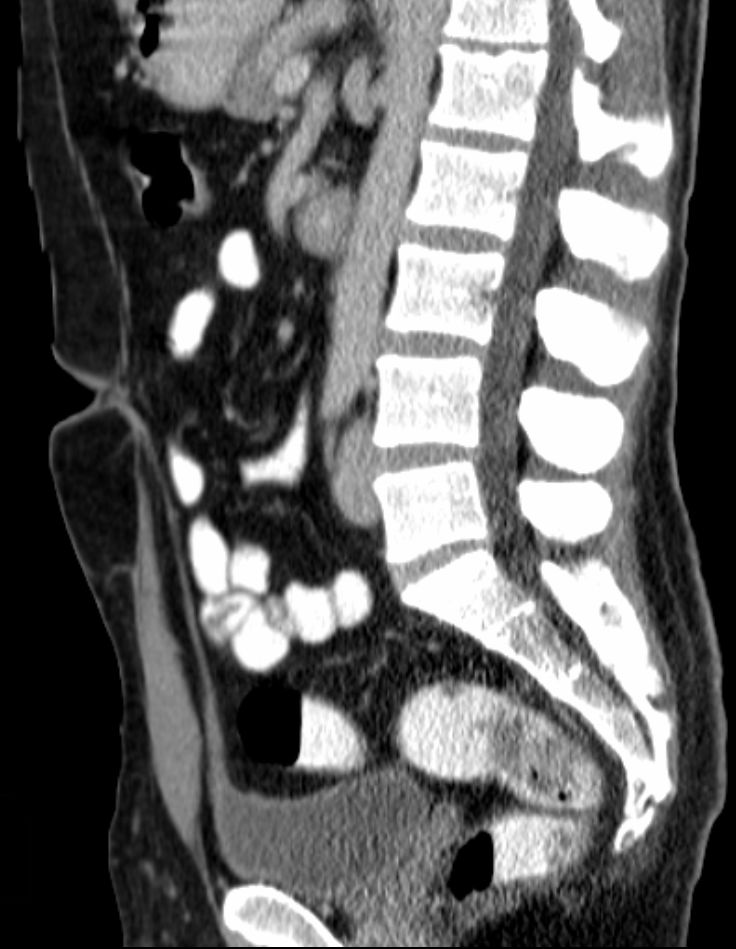
在一位44岁男子的CT 扫描 (sagittal reconstruction) 中，意外发现脐尿管。脐尿管从膀胱向前上方连接到脐正中。
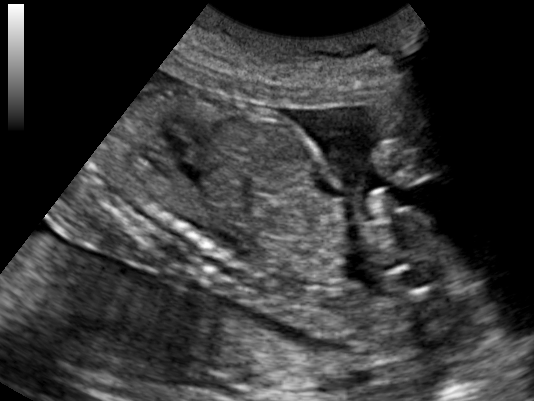
胎儿超声，显示脐尿管连接膀胱至肚脐。